# Yan Bingtao
Yan Bingtao (en chino, 陳港生; Zibo, 16 de febrero de 2000) es un jugador de snooker chino, ganador del Masters de Riga en la temporada 2019-20 y el Masters de la temporada 2020-21.

## Finales

### Finales deranking: 4 (1 título)
| Clasificación | N.º | Año  | Campeonato                   | Rival en la final | Resultado |
| Subcampeón    | 1.  | 2017 | Abierto de Irlanda del Norte | Mark Williams     | 8–9       |
| Ganador       | 1.  | 2019 | Masters de Riga              | Mark Joyce        | 5–2       |
| Subcampeón    | 2.  | 2020 | Players Championship         | Judd Trump        | 4–10      |
| Subcampeón    | 3.  | 2022 | Masters de Alemania          | Zhao Xintong      | 0–9       |